# Evans (Geórgia)
Evans é uma Região censo-designada localizada no estado americano de Geórgia, no Condado de Columbia.

## Demografia
Segundo o censo americano de 2000, a sua população era de 17.727 habitantes.

## Geografia
De acordo com o United States Census Bureau tem uma área de
25,9 km², dos quais 25,7 km² cobertos por terra e 0,2 km² cobertos por água. Evans localiza-se a aproximadamente 124 m acima do nível do mar.

## Localidades na vizinhança
O diagrama seguinte representa as localidades num raio de 20 km ao redor de Evans.